# オルジェイトゥ史
『オルジェイトゥ史』（ペルシア語: Tarikh-i ūljāitū sulṭān）とは、アブー・アル＝カースィム・カーシャーニーによって編纂されたペルシア語史書。フレグ・ウルス第8代君主オルジェイトゥ一代の歴史を記した史書であることから 「オルジェイトゥ・スルタンの歴史（Tarikh-i ūljāitū sulṭān）」 の名で知られ、 日本語書籍ではこれを略して『オルジェイトゥ史』 もしくは『オルジェイト史』と表記する。

## 概要
本書の記述の下限はヒジュラ暦718年(1318-1319年)頃のため、オルジェイトゥの後に即位したアブー・サイードの治世 (1304-1316年)初期に編築されたものではないかと推測されている。
内容としては、『集史』ではありえないようなモンゴル王族系譜の記述ミス、 モンゴル暦(十二支暦) の換算ミスなど単純な誤記が全体にわたって多く、本来は単なる草稿に過ぎないものであったとも考えられている。一方、『集史』完成以後に起こった出来事については本書にしか見られない記述も多く、14世紀初頭のモンゴル帝国史を研究する上できわめて重要な史書と位置づけられている。
現存する写本はヒジュラ暦752年(1351年)の奥付のあるアヤソフィア図書館所蔵本とフランス国立図書館所蔵本の2つが知られており、とりわけ前者は原本の執筆年代に近い良質な写本と位置づけられている。

## 日本語訳
- 『カーシャーニー　オルジェイトゥ史──イランのモンゴル政権イル・ハン国の宮廷年代記』

大塚修・赤坂恒明・髙木小苗・水上遼・渡部良子訳註、名古屋大学出版会、2022年